# Justizvollzugsanstalt Heidenheim
Die Justizvollzugsanstalt Heidenheim war eine im Stadtzentrum von Heidenheim an der Brenz betriebene Außenstelle der Justizvollzugsanstalt Schwäbisch Gmünd. In der geschlossenen Haftanstalt wurden zwischen Februar 1967 und August 2012 mehr als 1000 männliche, erwachsene Straftäter in Untersuchungshaft genommen oder verbüßten dort eine Freiheitsstrafe. Der Gebäudekomplex wurde in der ersten Jahreshälfte 2014 abgerissen.

## Geschichte

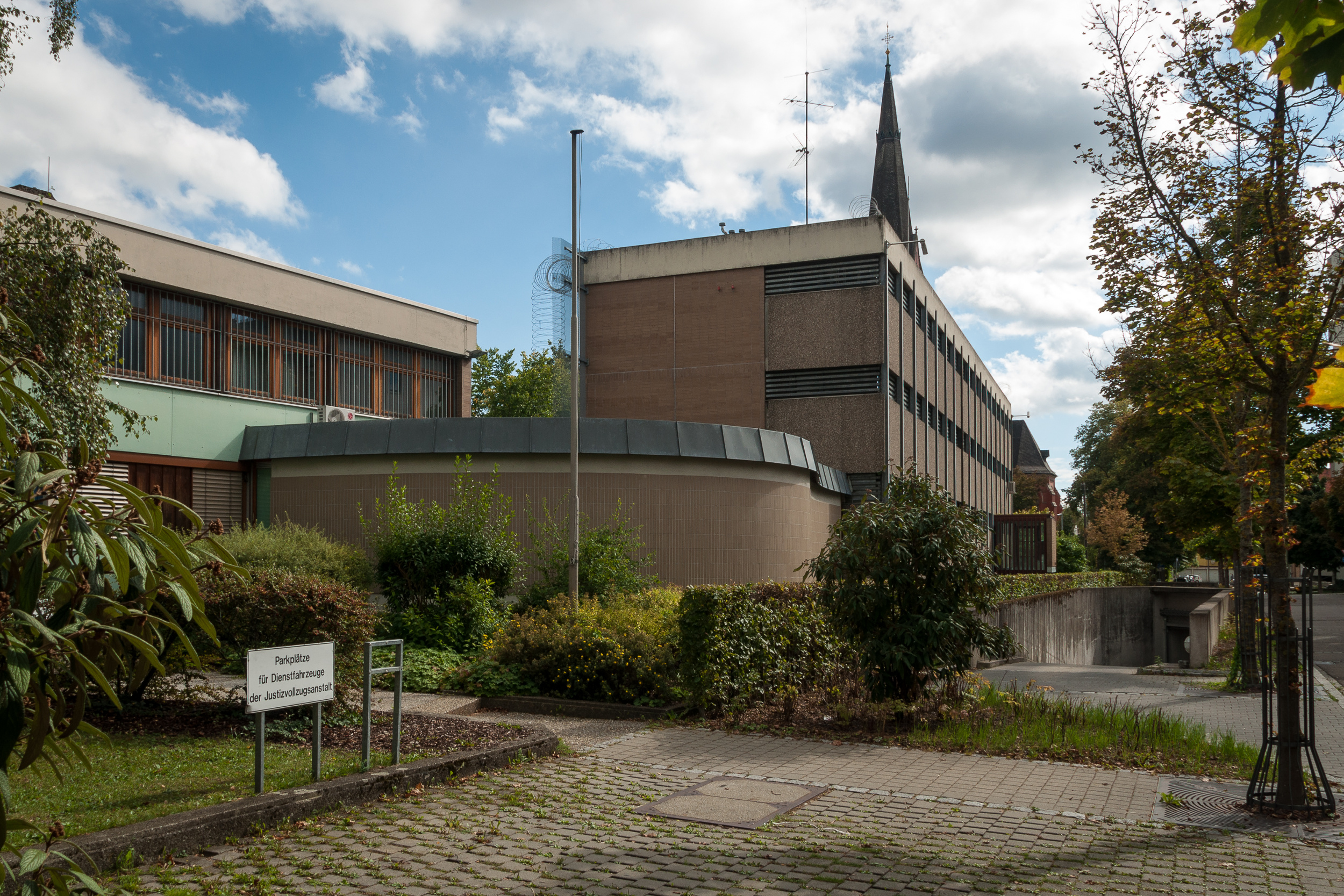
Ansicht von Norden

Die Justizvollzugsanstalt Heidenheim wurde von 1964 bis 1966 auf einem rund 4000 m² großen Grundstück in der Helmut-Bornefeld-Straße erbaut, die Inbetriebnahme erfolgte im Februar 1967.
Der Baukörper bestand aus einem 3-geschossigen Zellentrakt mit Hafträumen für 45 Insassen und einem 2-geschossigen Verwaltungsgebäude, die durch einen ebenerdigen, bogenförmigen Gang verbunden waren. Östlich des Zellentrakts schloss sich ein Freistundenhof an. Er war von einer etwa 6 Meter hohen Betonmauer umgeben, die mit einem für den Durchlass von Schubbussen geeigneten Stahlschiebetor ohne vorgeschaltete Fahrzeugschleuse versehen war. An der westlichen Grundstücksgrenze befanden sich zwei zu einem unterirdischen Anlieferungsbereich führende Zufahrtsrampen. Die Gebäude waren teilweise großflächig mit Waschbetonplatten und Verblendern verkleidet. Alle Fenster des Zellentrakts erhielten eine aus je 8 waagerecht montierten Stahlstreben bestehende Vergitterung. An den Fenstern der Hafträume wurden später zusätzlich engmaschige Lochbleche angebracht, um die Weitergabe von Gegenständen (sogenanntes Pendeln) zu verhindern.
Obwohl nach 44 Jahren Nutzung die Schließung der JVA bereits beschlossen war und kurz bevorstand, flossen 2010 noch rund 50.000 Euro in die Verbesserung des Brandschutzes.
Bis Ende August 2012 wurden alle Insassen in Haftanstalten nach Ulm, Schwäbisch Hall und Ellwangen verlegt und der Gefängnisbetrieb eingestellt.
Im Sommer 2013 erwarb die Stadt Heidenheim für 1,175 Millionen Euro das Grundstück aus dem Besitz des Landes Baden-Württemberg. Zwischen Januar und Mai 2014 erfolgte der Abriss der Haftanstalt, die Kosten beliefen sich auf 119.000 Euro. Ab Juli 2015 entstand auf dem Gelände das neue Gebäude der Heidenheimer Stadtbibliothek, die im November 2017 eröffnet wurde.

## Zuständigkeit
Die Zuständigkeiten der Justizvollzugsanstalten in Baden-Württemberg sind im Vollstreckungsplan des Landes geregelt.
Die Justizvollzugsanstalt Heidenheim war zuständig für die Vollstreckung von:
- Untersuchungshaft
- Freiheitsstrafe bis 1 Jahr 3 Monate[6]
- Sicherungsverwahrung (bis 1975)[1]

## Bekannte Insassen
- Armin Newerla (1946–2015), Strafverteidiger von Andreas Baader, Ingrid Schubert und Irmgard Möller, wegen Unterstützung einer terroristischen Vereinigung[7]
- Klaus Croissant (1931–2002), Strafverteidiger von Andreas Baader, wegen Unterstützung einer terroristischen Vereinigung[8][9]
- Helmut Palmer (1930–2004), Pomologe und Bürgerrechtler, bekannt als Remstal-Rebell, wegen Beleidigung[10][9]
- Xatar (1981–2025), Rapper und Musikproduzent, wegen bewaffnetem Raubüberfall auf einen Goldtransport[11]